# Лена Йохансон
Лена Йохансон (на немски: Lena Johannson) е германска журналистка и писателка на произведения в жанра исторически роман, социална драма, криминален роман, пътепис и романизирана биография. Писала е и трилър под псевдонима Хана Рийс (Hanna Riis).

## Биография и творчество
Лена Йохансон е родена на 2 октомври 1967 г. в Райнбек, Шлезвиг-Холщайн, Германия. След завършване на гимназията чиракува като продавач на книги в Бад Олдесло. После започва обучение в училище по актьорско майсторство и работи като стажант и асистент-режисьор в театър „Безгрижно“ (Ohnsorg) в Хамбург. После работи за туристическа компания и заминава за две години в чужбина в Швейцария, Тунис и Шри Ланка. След това работи като журналист в областта на туризма, на свободна практика за „Снимка в неделя“ (Bild am Sonntag) и пише по медицински теми.
Първият ѝ роман, еко-трилърът „Тъмната песен на дълбините“ (Das dunkle Lied der Tiefe), е издаден през 2005 г. под псевдонима Хана Рийс. Главните герои, Сюзън и Том, разследват в различни международни локации необичайна агресия на морските обитатели, мистериозен изследователски институт по морска биология и тайна организация, за която убийството е част от бизнес ѝ.
В следващите години тя се насочва към жанра на историческия роман. Първият от тях, „Марципаненото момиче“, е издаден през 2007 г. В историята, която се развива в Любек през 1870 г., 16-годишната Мари Крьогер наследява сладкарницата на баща си. Тя се надява на от мистериозна рецепта за марципан, която е в нейното семейство от поколения.
През 2009 г. освен самостоятелни започва да пише поредици от романи. Първата ѝ поредица „Кехлибар“ започва с романа „Събирачката на кехлибар“. Той отново се развива в Любек през 1806 г. и когато семейството на Фемке, винопроизведители, изпада във финансови затруднения поради заплахата от войските на Наполеон, талантът ѝ да събира кехлибар край Балтийско море и да прави шедьоври осигурява оцеляването им. Във втория роман, „Кехлибарената лечителка“ историята се пренася в началото на 19-ти век, а Йохана, останала като малка сираче, трябва да чиракува като резбарка на кехлибар, а съдбата ѝ е свързана с мистериозния кехлибарен медальон останал от майка ѝ.
Авторка е и на криминалните романи „Голяма риба“ (2013) и „Убийство в Дорнбуш“ (2015) от поредицата „Комисар Кони Лоренц“. В първия роман комисар Кони Лоренц е нова в полицейския участък, когато трупът на данъчния ревизор Робърт Уелцер е намерен на спокойния остров Хидензе. Тя започва разследване, което я води до остров Рюген, а скоро и неговата приятелка е нападната. Във втория роман комисарката разследва убийството на известна писателка, за която се оказва, че има много врагове.
През 2019 г. е публикуван биографичния ѝ роман „Художничката на северната светлина“, от съвместната поредица от бестселъри „Смели жени между изкуството и любовта“. Историята е за живота на Сигне Мунк (1884 – 1945), внучка на художника и графика Едвард Мунк, която след развода си се посвещава на рисуването и взема уроци от сина на Пол Гоген. Но след завладяването на Норвегия от нацистите се включва в Съпротивата, което я изпраща в наказателен лагер и разбива здравето ѝ.
Тя е член на Асоциацията на авторите на немскоезична криминална литература.
Лена Йохансон живее със семейството си в Любек край Балтийско море.

## Произведения

### Самостоятелни романи
- Das Marzipanmädchen (2007)[1][2][3]
- Dünenmond: Ein Sommer an der Ostsee (2009)
- Rügensommer (2011)
- Die Braut des Pelzhändlers (2011)
- Die unsichtbare Handschrift (2012)
- Himmel über der Hallig (2012)
- Der Sommer auf Usedom (2013)
- Die Ärztin von Rügen (2013)
- Haus der Schuld (2014)
- Die Inselbahn – ein Sommer auf Sylt (2014)
- Strandzauber (2015)
- Liebesquartett auf Usedom (2016)
- Blutwasser (2017)
- Die Hallig Ärztin (2017)
- Sommernächte und Lavendelküsse (2017)

### Поредица „Кехлибар“ (Bernstein)
1. Die Bernsteinsammlerin (2009)[1]
2. Die Bernsteinheilerin (2010)

### Поредица „Комисар Кони Лоренц“ (Kommissarin Conny Lorenz)
1. Große Fische (2013)[1]
2. Mord auf dem Dornbusch (2015)

### Поредица „Облепиха“ (Sanddorn)
1. Sanddornsommer (2016)[1]
2. Villa Sanddorn: Ein Rügen-Roman (2018)
3. Sanddorninsel (2019)
4. Sanddornzauber (2022)

### Поредица „Историята на една шоколадова династия“ (Die Geschichte einer Schokoladen-Dynastie)
1. Die Villa an der Elbchaussee (2018)[1]
2. Jahre an der Elbchaussee (2019)
3. Töchter der Elbchaussee (2020)

### Поредица „Жените от Юнгфернстиг“ (Die Frauen vom Jungfernstieg)
1. Gerdas Entscheidung (2021)[1]
2. Antonia’s hoop (2021)
3. Irmas Geheimnis (2021)

### Поредица „Сага заКийлския канал“ (Nord-Ostsee-Saga)
1. Zwischen den Meeren (2022)[1]
2. Nach den Gezeiten (2023)
3. Im Jahr der Flut (2023)

### Участие в общи серии с други писатели

#### Поредица „Смели жени между изкуството и любовта“ (Mutige Frauen zwischen Kunst und Liebe)
10. Die Malerin des Nordlichts (2019) – за Сидне Мунк
Художничката на северната светлина, изд.: „Емас“, София (2021), прев. Величка Стефанова
от поредицата има още 19 романа от различни автори – Ан Жирар, Мишел Марли, Глория Голдрайх, Анабел Абс, Мери Бесон, Каролине Бернард, Валери Трирвайлер, Софи Бенедикт, Хайди Рен, и др.

### Като Хана Рийс
- Das dunkle Lied der Tiefe (2005)[1][2]